# Pamba
Pamba je bil kralj Hatov, ki je vladal v zgodnjem 22. stoletju pr. n. št. (kratka kronologija) ali 23. stoletju pr. n. št. (srednja kronologija).
Pambovo ime je omenjeno v poročilu Naram-Sina Akadskega o bitki proti zvezi 17 kraljev, med katerimi sta bila tudi Pamba, kralj Hatov, in Zipani, kralj Kaneša. V Naram-Sinovem poročilu so prvič v zgodovini omenjeni Hati.  Obstoječi prepis poročila je iz okoli 1400 pr. n. št., se pravi da je skoraj tisoč let mlajši od izvirnika.

## Sklic
1. ↑  Hittites.info

| Pamba              |                                                          |                                             |
| Vladarski nazivi   |                                                          |                                             |
| Predhodnik: neznan | Kralj Hatov 22. stoletje pr. n. št. (kratka kronologija) | Naslednik: neznan, naslednji znani: Pijusti |